# Champfleur
Champfleur is een gemeente in het Franse departement Sarthe (regio Pays de la Loire). De plaats maakt deel uit van het arrondissement Mamers. Champfleur telde op 1 januari 2022 1.303 inwoners.

## Geografie
De oppervlakte van Champfleur bedroeg op 1 januari 2022 13,14 vierkante kilometer; de bevolkingsdichtheid was toen 99,2 inwoners per km².

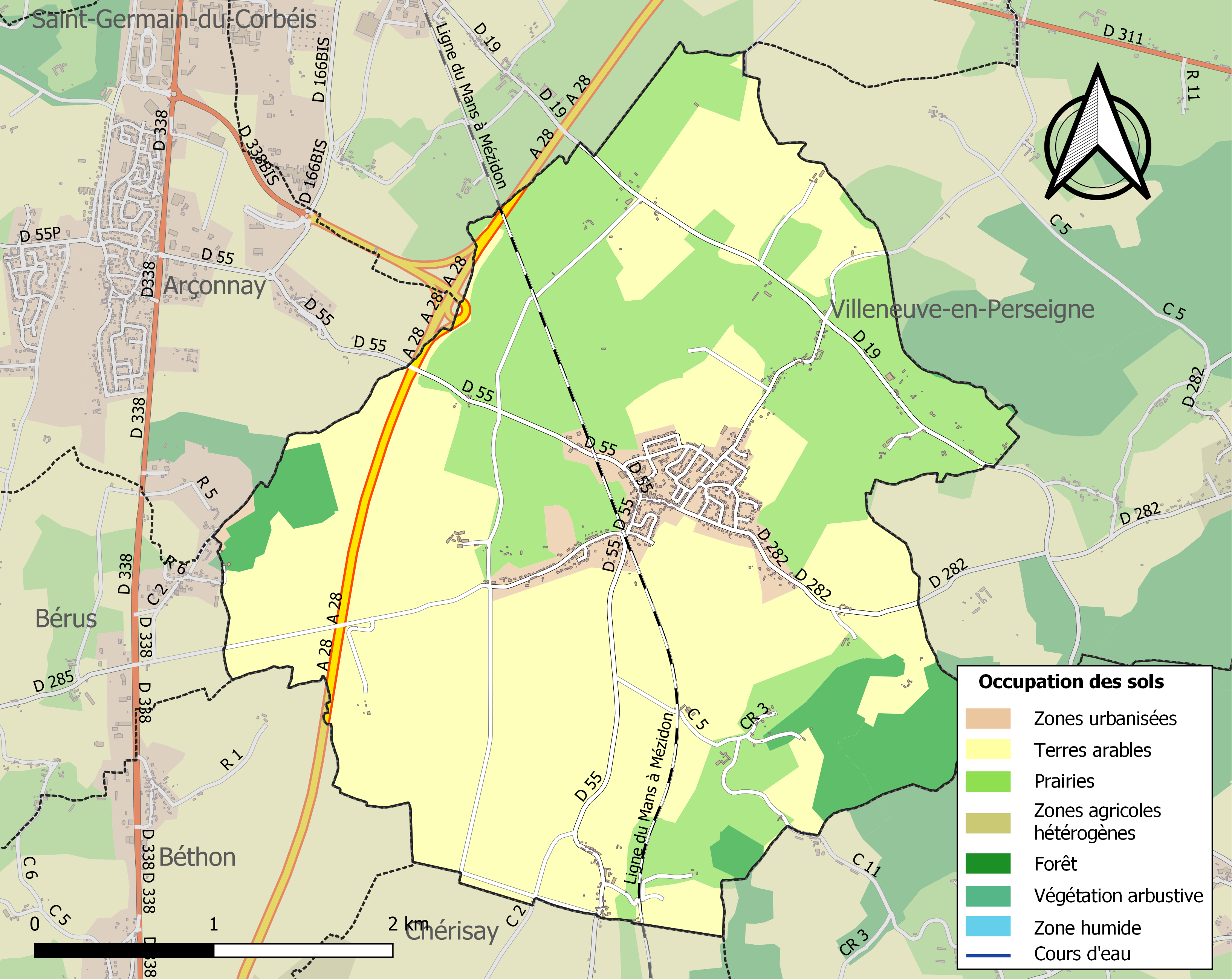
Kaart van de gemeente met de belangrijkste infrastructuur, bodemgebruik en omliggende gemeenten

## Demografie
Onderstaande figuur toont het verloop van het inwonertal (bron: INSEE-tellingen).

## Foto's

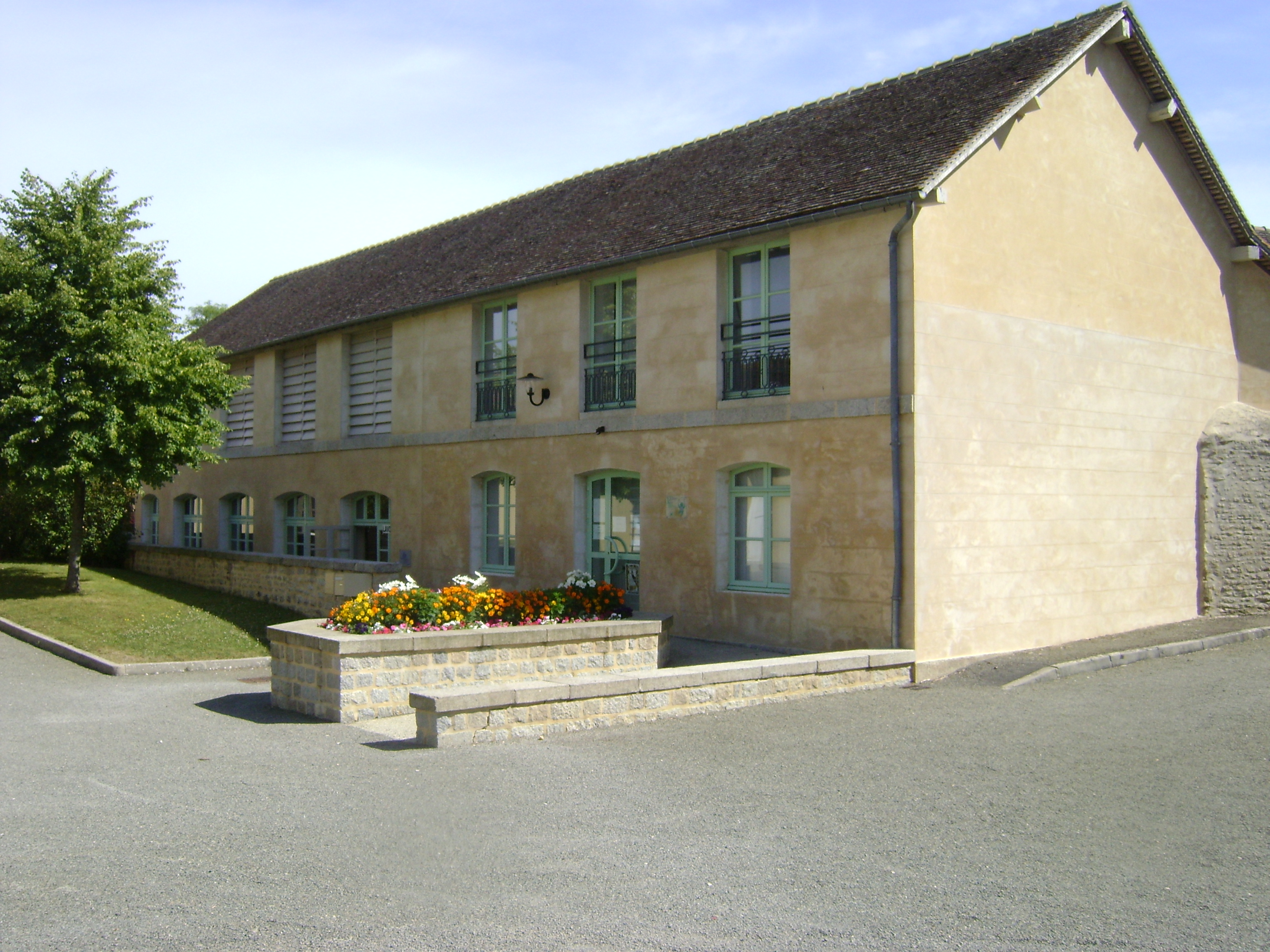
Openbare wasplaats (buiten)
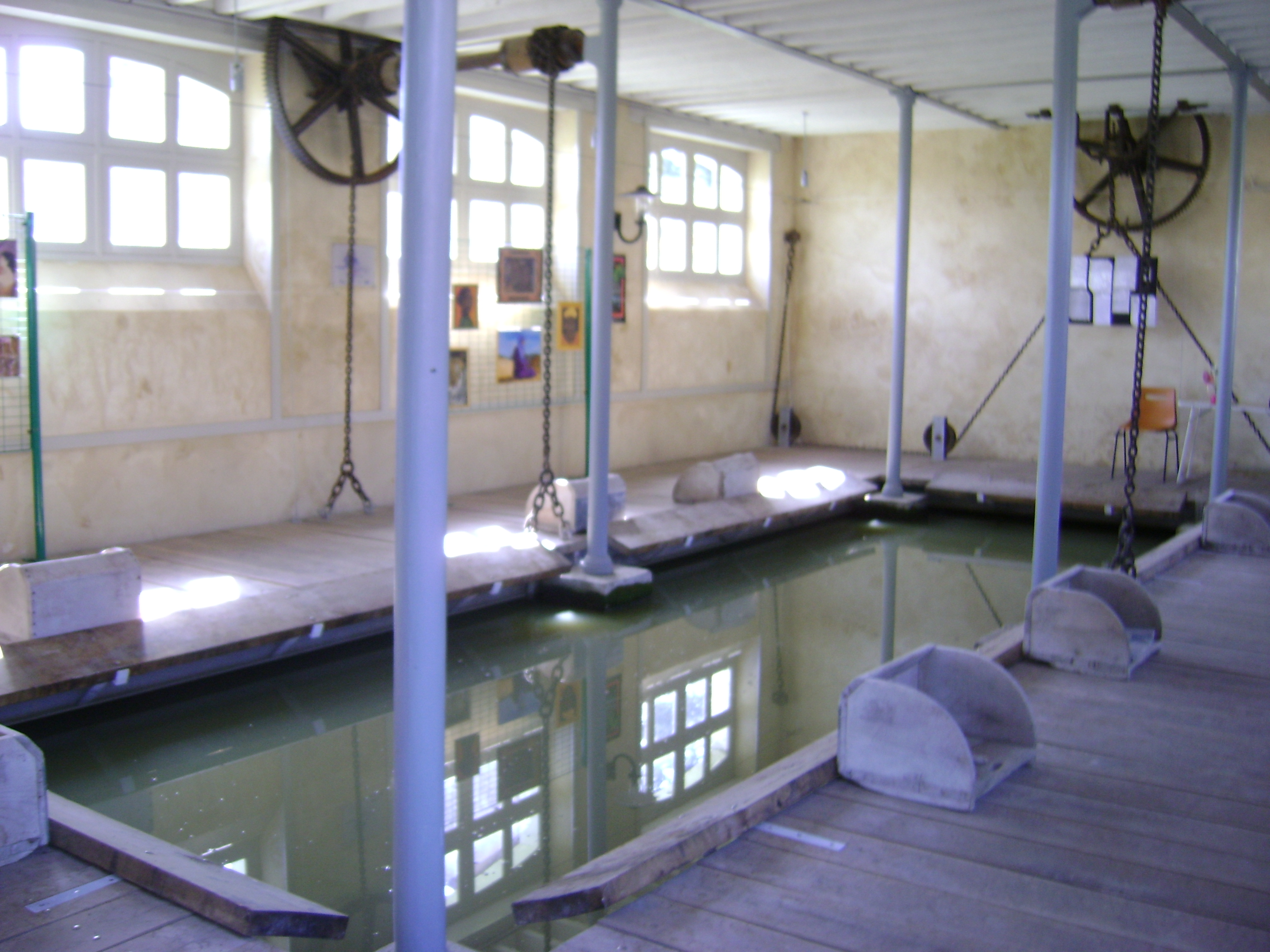
Openbare wasplaats (binnen)